# HD 74243
HD 74243，又名BD+37 1899，SAO 61018、HR 3451，是一颗恒星，视星等为6.33，位于銀經185.71，銀緯37.59，其B1900.0坐标为赤經8h 37m 45.8s，赤緯+37° 37.59′ 49″。